# Colegiul Tehnic Buzău
Liceul Tehnologic „Alexandru Ioan Cuza” Buzau (fost Liceul Tehnic Buzău), situat în Buzău, Bulevardul Industriei, Nr. 30, cod SIRUES 792316 este o unitate de învățământ cu profil tehnologic din județul Buzău.

## Istoric
Liceul Tehnic Buzău a fost înființat prin Hotărârea Consiliului de Miniștri nr. 1219 din 1973 sub numele de Liceul de Chimie nr. 2.
În ianuarie 1973 liceul a primit o notă din partea MEFMC prin care se anunța construirea unei unități școlare care se compune din: 8 săli de clasă, un cămin cu 450 locuri, o cantină cu 450 locuri pe serie, sala de gimnastică, ateliere școala. („Implementarea unui management strategic la Colegiul Tehnic Buzău”, pag 12)

## Denumirile liceului
- Liceul de Chimie nr. 7 Polimeri.
- Liceul de materiale de constr. nr. 7
- Grup sc. Ind. Materiale de Construcții
- Colegiul Tehnic Buzău
- Liceul Tehnic Buzău
- Liceul Tehnologic „Alexandru Ioan Cuza”

## Directorii liceului
Ing. Marin Dragomir (1973-1978), Ing. Ion Pufu (1978-1987), Prof. Alexandrina Mînzala (1987-1990), Prof. Eugen Dalaban (1990-iunie 2012), prof. Elena Suditu (iunie 2012-31.08.2012), Prof. Robert Harabagiu (01.09.2012-01.04.2015),Prof.Ing.Adriana Rimniceanu(02.04 2015-17.01.2022), Prof. Corina Moise-Poenaru (17.01.2022-prezent)

## Directori adjuncti
Prof. Florica Tănăsescu (1978-1980), Prof. Eugen Dalaban (1980-1990), Prof. Marilena Sîmpetru (1990-1993), Ing Viorica Baciu (1993-1998), Ing. Adriana Rîmniceanu (1998-2007), Prof. Daniela Medianu (1998-2003), Prof. Anca Boșcodeala (2003-2005), Prof. Robert Harabagiu (2005-31.08.2012), Prof. Elena Suditu (2007-31.01.2009), Ing. Adriana Rîmniceanu(01.02.2009-28.09.2009), Ing. Adriana Rimniceanu (01.09.2012-01.04.2015),Prof.Ing.Barbu Gabriel 02.04 2015-31.08.2016), prof. Corina Moise-Poenaru (01.09.2016-17.01.2022), Prof. Harabagiu Robert Narcis (18.04.2022-prezent)

## În prezent
Liceul Tehnic Buzău are in prezent 31 clase (liceu învățământ zi, seral si  profesional) cu 806 elevi pregătiți de 50 de cadre didactice. (statistică secretariat liceu)

## Distincții primite

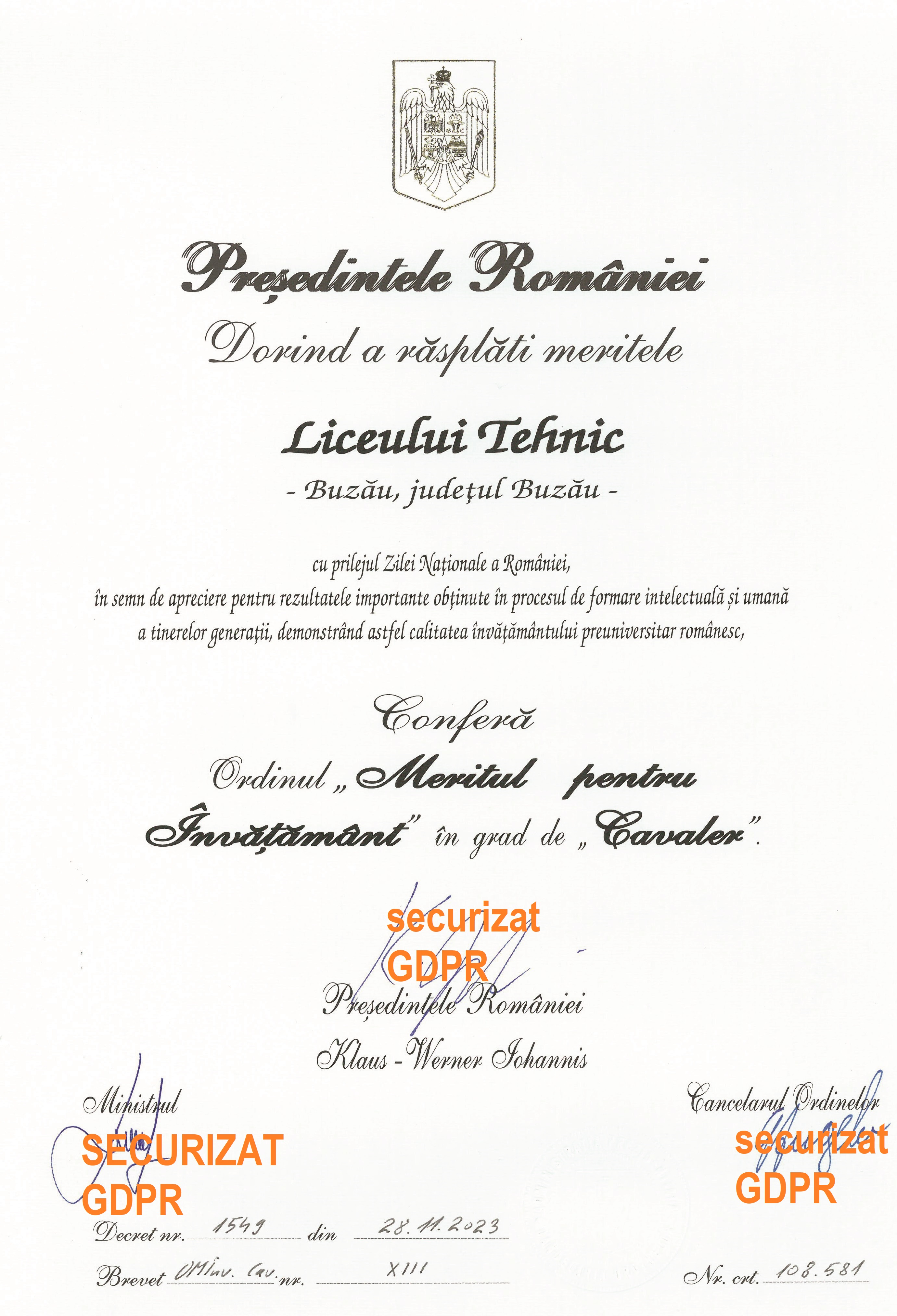
Decret

Meritul pentru învățământ în grad de cavaler conferit prin decret de către președintele României

Premiul Agentiei Naționale pentru Programe Comunitare în Domeniul Educației și Formării Profesionale (A.N.P.C.D.E.F.P.) pentru „contribuția adusă la transformarea prin învățare a oamenilor și comunităților”

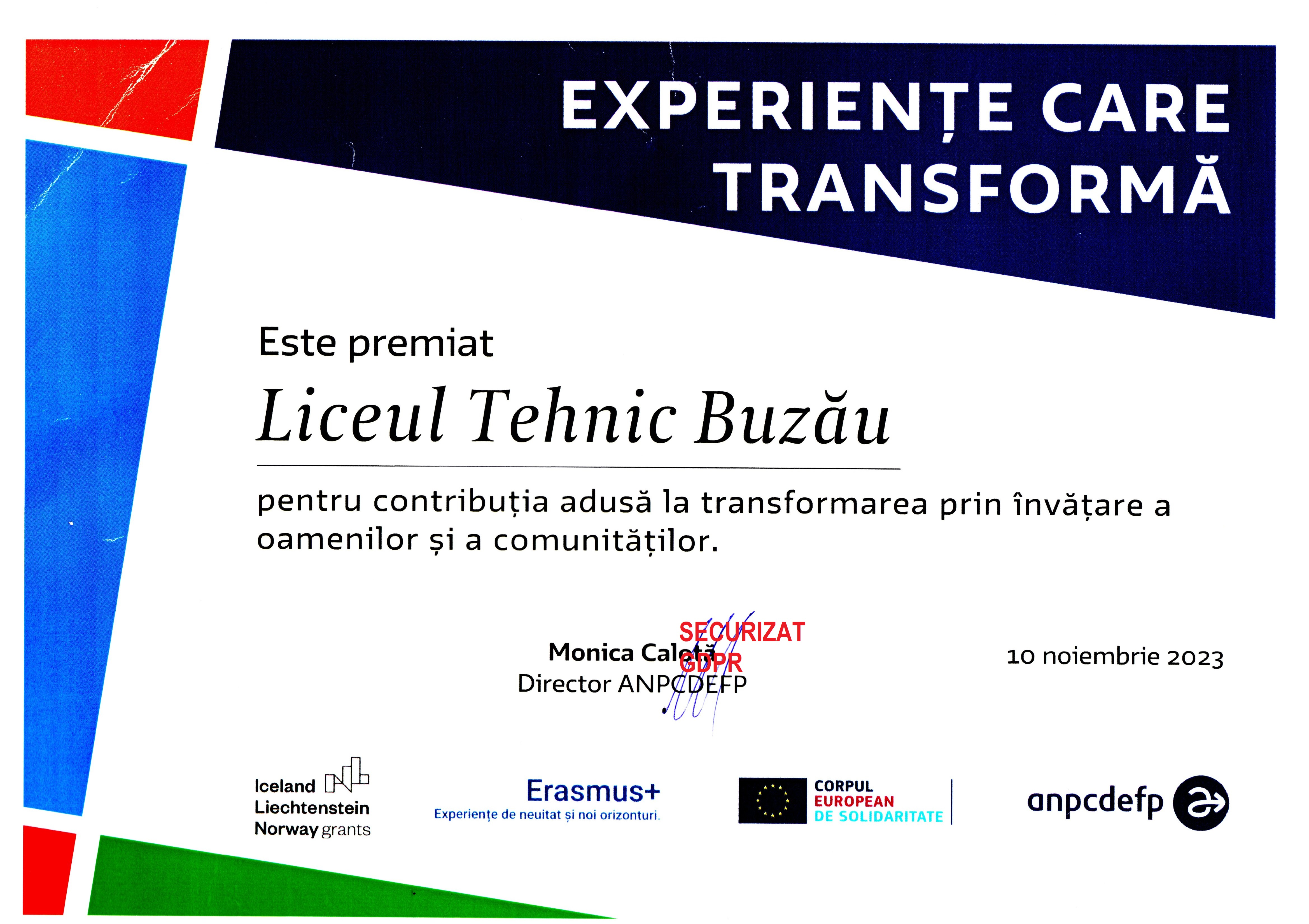
DIPLOMA ANPCDEFP